# Abadia de Saint-Wandrille

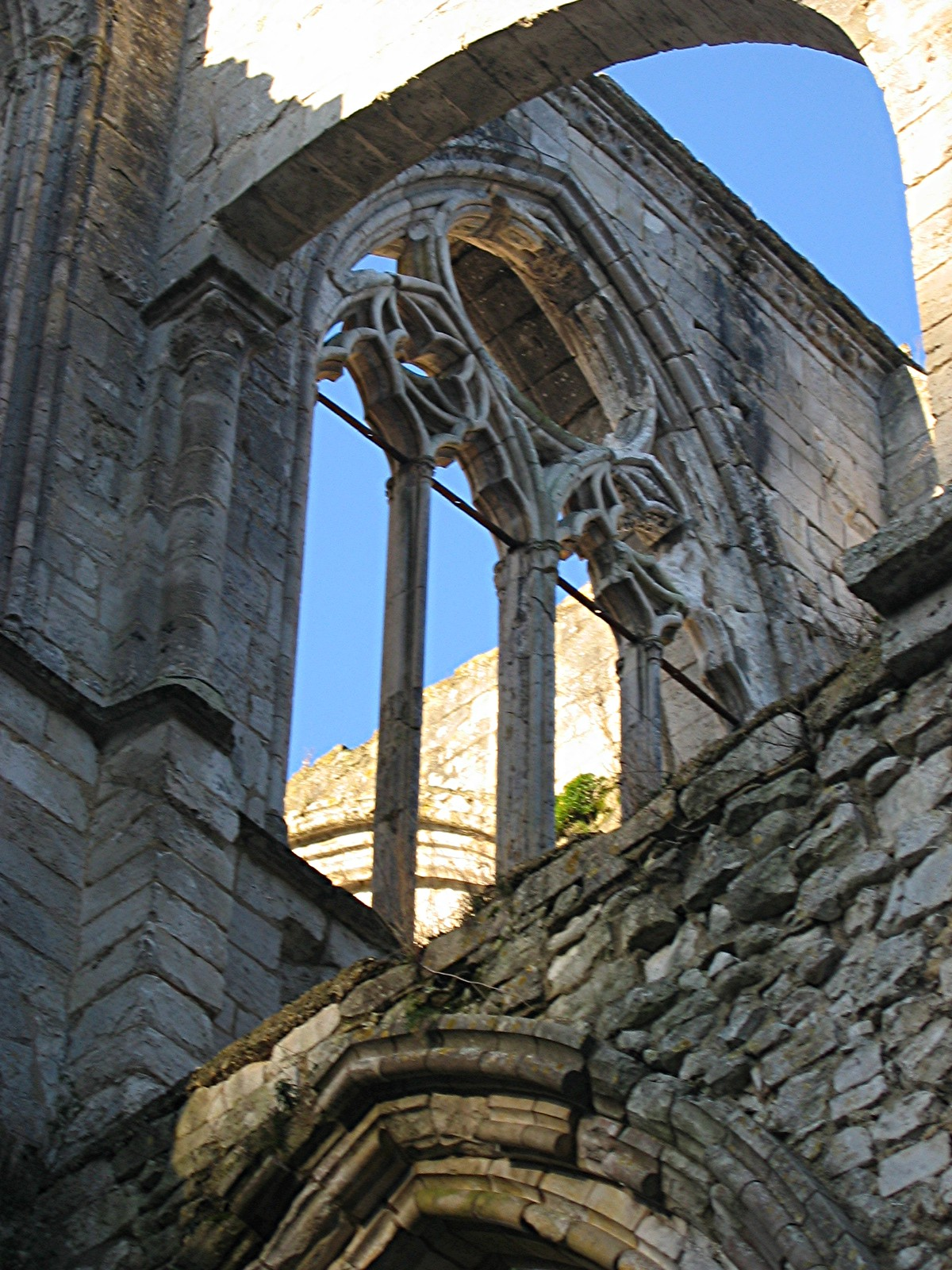
Abadia de Saint-Wandrille

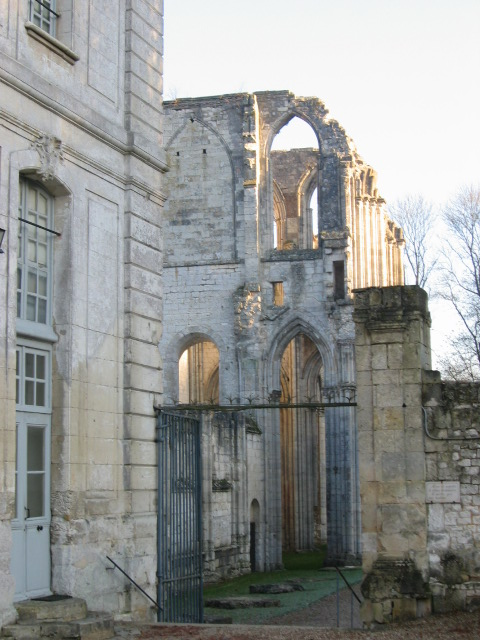
Abadia de Saint-Wandrille

L'abadia de Saint-Wandrille, antigament abadia de Fontenelle, és un establiment monàstic benedictí situat al municipi de Saint-Wandrille-Rançon, en el departament de Seine-Maritime, a la regió de Normandia (França).

## Història
Sant Wandrille va fundar l'any 649 l'abadia de Fontenelle, sobre una propietat concedida per Erquinoald, majordom de palau de Nèustria. El 787 per ordre de Carlemany, Landry, abat de Jumièges, i Ricard, comte de Rouen proveïren un políptic, perdut en l'actualitat. Va ser la tercera abadia de la província de Rouen després de les de Saint-Ouen de Rouen i de Saint-Evrault.
En una carta de Carles el Calb datada el 21 de març de 854, s'indica que els religiosos de Fontenelle posseïen béns a Li Pecq (Yvelines), a Chaussy-en-Vexin (Val-d'Oise), a Pierrepont, a la comuna de Grandcourt (Somme), Bution (lloc encara sense localitzar, però probablement prop d'Arpajon) i a Marcoussis a l'Essonne. L'abadia va ser saquejada pels normands cap al 858 i abandonada.
Cap a 960, Ricard I de Normandia propicià el restabliment dels monjos portats per Gérard de Brogne. Robert I de Normandia ordenà que se'ls restituïssin els béns usurpats.
Durant les guerres de Religió, al maig de 1562 els protestants i els seus seguidors saquejaren l'abadia. La Revolució francesa va suprimir la institució, i els edificis gòtics es transformaren en pedrera.

## Edificis
- Únic claustre gòtic complet en Alta Normandia
- Gran refetor
- Pati d'honor
- Ruïnes de l'abacial gòtica
- Granja medieval